# Никола Спиридонов
Никола Йовински Спиридонов (Николай Спиридонов Ювирски) е български шахматист и треньор. Става международен майстор през 1970 г. и гросмайстор през 1979 г. През 1970 г. достига  91-во място в световната ранглиста с ЕЛО рейтинг 2480.
През 1964 г. завършва Висшия машинно-електротехнически институт в София.
Спиридонов е шампион на България по шахмат през 1969 г. Участва на шахматната олимпиада в Тел Авив през 1964 г., където изиграва 9 партии (4 победи, 3 равенства и 2 загуби).
Треньор е по шахмат във Франция.

## Турнирни победи
- 1971 – Поляница-Здруй, Полша (Мемориал Акиба Рубинщайн)
- 1974 – Варна, България
- 1975 – Кикинда, СФРЮ
- 1977 – Варна, България
- 1980 – Вроцлав, Полша
- 1983 – Турвил, Франция; Варна, България

## Участия на шахматни олимпиади
| Година | Организатор | Отбор    | Класиране (отборно) | Дъска         |
| 1964   | Тел Авив    | България | 7                   | Втора резерва |

## Участия на европейски първенства
| Година | Организатор | Отбор    | Класиране (отборно) | Дъска         |
| 1970   | Капфенберг  | България | 6                   | Осма          |
| 1980   | Скара       | България | 5                   | Втора резерва |
| 1983   | Пловдив     | България | 6                   | Осма          |

## Участия на световни студентски отборни първенства
| Година | Организатор     | Отбор    | Класиране (отборно) | Дъска    |
| 1961   | Хелзинки        | България | 5                   | Четвърта |
| 1962   | Марианске Лазне | България | 6                   | Четвърта |
| 1964   | Краков          | България | 8                   | Първа    |
| 1965   | Синая           | България | 10                  | Втора    |
| 1966   | Йоребру         | България | 9                   | Първа    |